# Magnesi peroxide
Magnesi peroxide là một loại peroxide bột không mùi có màu trắng hoặc trắng xám/ vàng, có công thức hóa học được quy định là MgO2. Hợp chất này tương tự như calci peroxide vì magnesi peroxide cũng giải phóng oxy bằng cách phá vỡ với tốc độ kiểm soát bằng nước. Về mặt thương mại, magnesi peroxide thường tồn tại như một hỗn hợp của magnesi peroxide và magie hydroxide.

## Độc tính
Magnesi peroxide là một chất gây kích ứng, có thể gây đỏ, ngứa, sưng, và có thể làm cháy da và mắt khi tiếp xúc. Hít phải cũng có thể gây kích ứng phổi, mũi, cổ họng, cũng như ho. Phơi nhiễm lâu dài có thể dẫn đến tổn thương phổi, thở dốc, và thắt chặt ngực. Việc hấp thụ MgO2 có thể gây ra nhiều tác dụng bất lợi như sình bụng, ợ, kích ứng miệng và cổ họng, buồn nôn, nôn mửa và tiêu chảy.
Về mặt môi trường, magnesi peroxide không phải là hợp chất tự nhiên và không tồn tại trong môi trường trong thời gian kéo dài, trong trạng thái hoàn chỉnh, hoặc để tích trữ tự nhiên. Sự phân hủy tự nhiên của MgO2 tạo thành các hợp chất magnesi hydroxide, oxy và nước. Nếu bị tràn ra ngoài, MgO2 nên được chứa và cách ly khỏi các mạch đường chứa nước, cống rãnh và phải được cô lập với các vật liệu dễ cháy hoặc các hóa chất bao gồm giấy, vải hoặc gỗ.